# Evan Fournier
Evan Mehdi Fournier (Saint-Maurice, 29 de outubro de 1992) é um jogador francês de basquete profissional que atualmente joga no Detroit Pistons da National Basketball Association (NBA).
Ele jogou no Poitiers Basket 86 da Liga Francesa e foi selecionado pelo Denver Nuggets como a 20º escolha geral no Draft da NBA de 2012.

## Primeiros anos
Fournier nasceu em 29 de outubro de 1992, em Saint-Maurice, um pequeno subúrbio fora de Paris. Ele é descendente de argelinos com sua mãe, enquanto seu pai é francês.
Ele se interessou pelo basquete em 2002, graças ao Sacramento Kings da temporada de 2001-02, que foi derrotado nas finais da Conferência pelo Los Angeles Lakers. Fournier usa o número 10 em sua camisa em homenagem a Mike Bibby que jogava nos Kings na época.

## Carreira profissional

### França (2009–2012)
Em setembro de 2009, Fournier assinou um contrato de um ano com o JSF Nanterre do LNB Pro B. Em junho de 2010, ele assinou um contrato de dois anos com o Poitiers Basket 86 da LNB Pro A.

### Denver Nuggets (2012–2014)
Em 28 de junho de 2012, Fournier foi selecionado pelo Denver Nuggets como a 20ª escolha geral no Draft da NBA de 2012. Em 11 de julho de 2012, ele assinou seu contrato de novato com os Nuggets. Ele se juntou a equipe para a Summer League de 2012. 
Nos primeiros 73 jogos dos Nuggets na temporada de 2012–13, Fournier jogou em apenas 29 deles e registrou 10 pontos ou mais apenas uma vez. Ele jogou em nove jogos consecutivos no final da temporada regular e teve média de 12,3 pontos, marcando 17 ou mais pontos em quatro jogos.
Em julho de 2013, Fournier voltou a se juntar aos Nuggets para a Summer League de 2013. Em 30 de outubro de 2013, os Nuggets renovaram o contrato de novato de Fournier, estendendo o contrato até a temporada de 2014-15. Em 23 de fevereiro de 2014, Fournier marcou 27 pontos contra o Sacramento Kings.

### Orlando Magic (2014–2021)

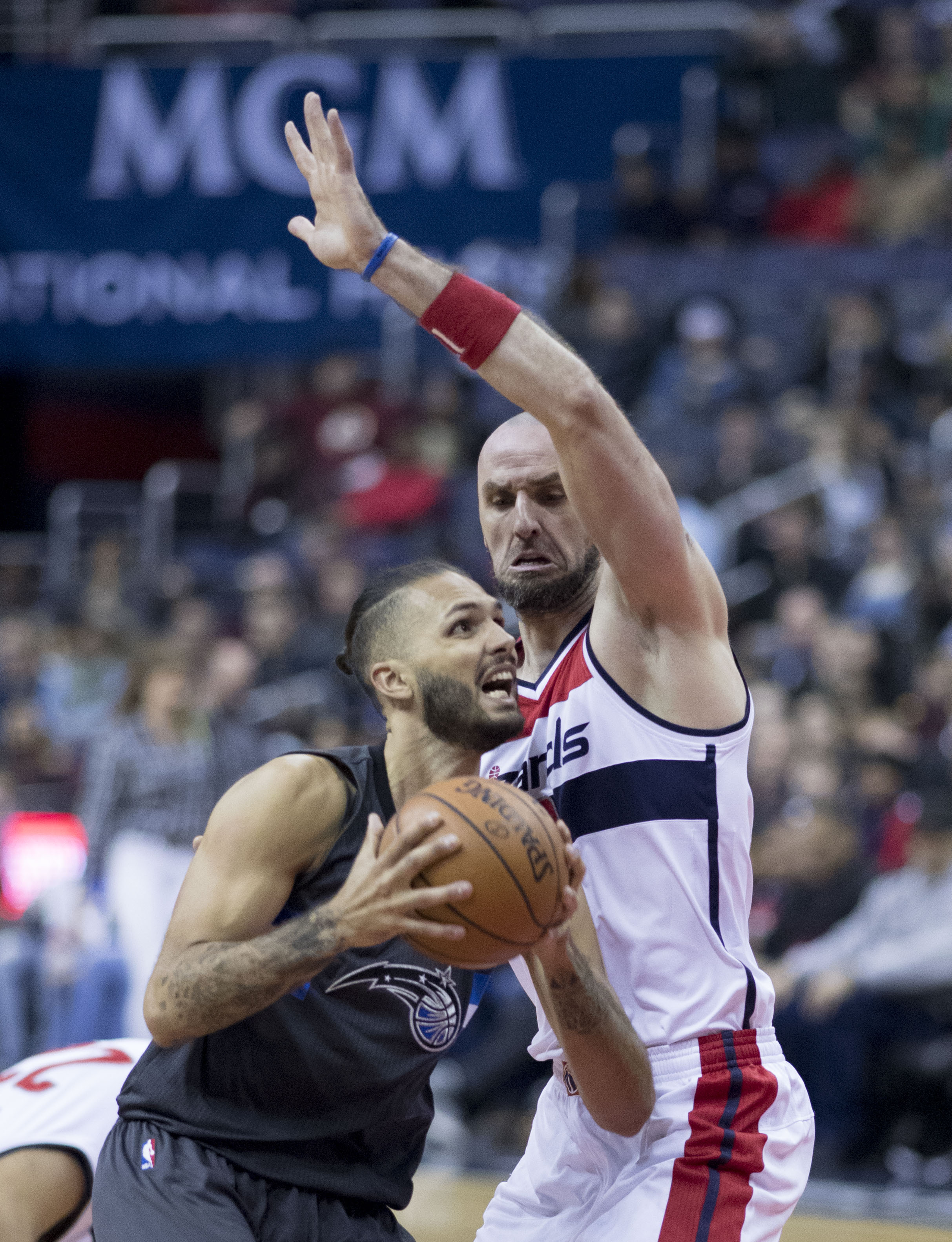
Fournier sendo marcado por Marcin Gortat em 2017

Em 26 de junho de 2014, Fournier foi negociado, junto com Devyn Marble, para o Orlando Magic em troca de Arron Afflalo. Em 26 de outubro de 2013, o Magic renovou o contrato de novato de Fournier, estendendo o contrato até a temporada de 2015-16.
Em 12 de novembro de 2014, Fournier marcou 28 pontos na vitória por 97-95 sobre o New York Knicks. Em 3 de novembro de 2015, ele marcou 30 pontos na vitória por 103–94 sobre o New Orleans Pelicans. Em 15 de março de 2016, Fournier marcou 30 pontos contra o Denver Nuggets.
A temporada de 2015-16 foi a melhor temporada da carreira de Fournier. Ele teve médias de 15,4 pontos, 2,8 rebotes, 2,7 assistências e 1,2 roubos de bola. Ele teve 24 jogos de 20 pontos e dois jogos de 30 pontos.
Em 7 de julho de 2016, Fournier assinou novamente com o Magic em um contrato de cinco anos e $ 85 milhões.
Em 16 de janeiro de 2018, Fournier marcou 28 pontos na vitória de 108-102 sobre o Minnesota Timberwolves. Em 7 de março de 2018 contra o Los Angeles Lakers, Fournier lesionou o ligamento colateral medial esquerdo. Ele foi posteriormente descartado por "um período significativo de tempo".
Em 1º de dezembro de 2019, Fournier marcou 32 pontos na vitória por 100-96 sobre o Golden State Warriors.

### Boston Celtics (2021)

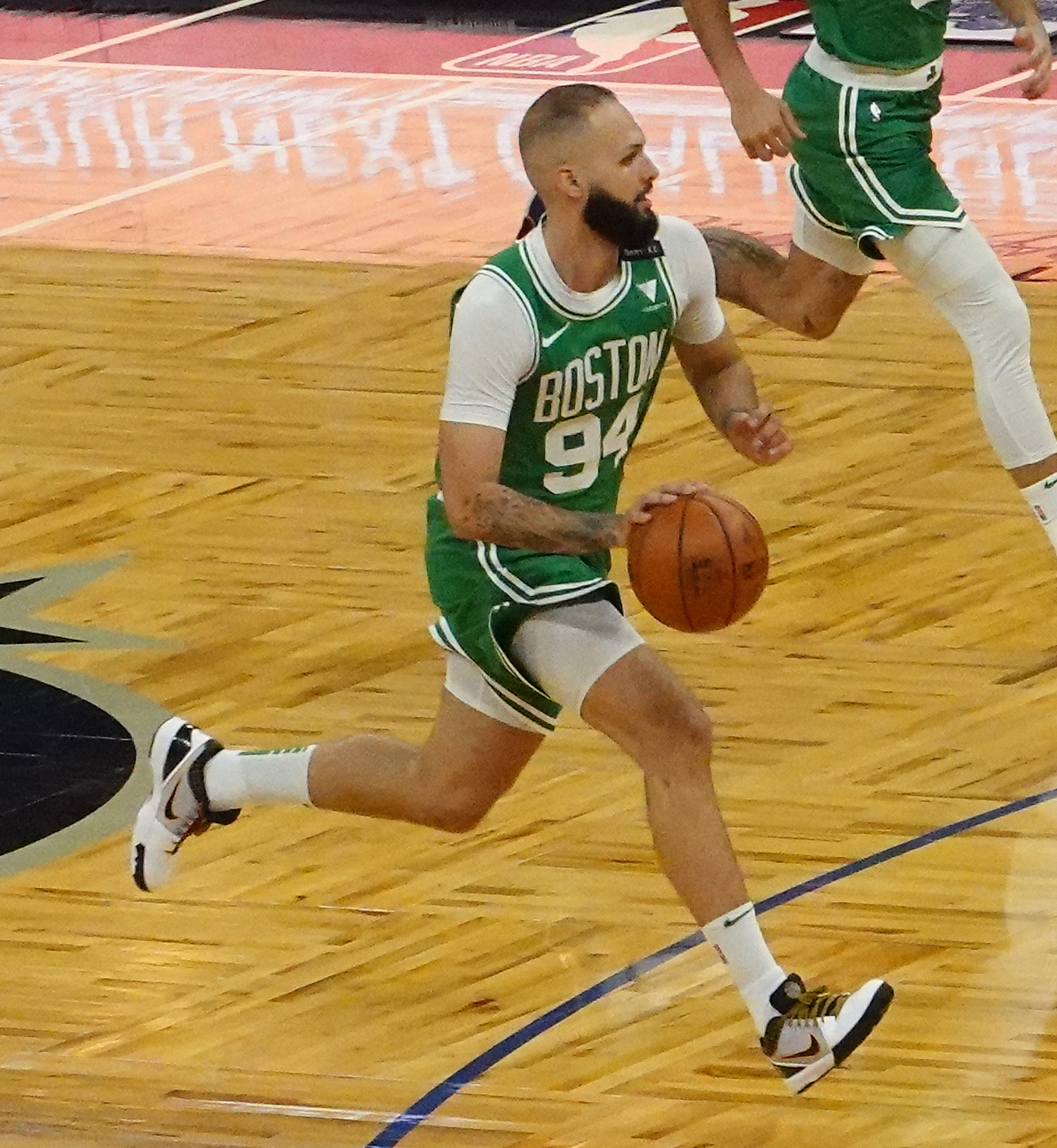
Fournier indo em direção à cesta em um jogo de maio de 2021

Em 25 de março de 2021, Fournier foi negociado com o Boston Celtics em troca de Jeff Teague e duas futuras escolhas de segunda rodada de draft. Nessa temporada pelo Magic, Fournier havia jogado em 26 jogos e tinha médias de 19,7 pontos, 2,9 rebotes, 3,7 assistências e 1,0 roubos de bola. 
Em 29 de março, Fournier estreou pelos Celtics contra o New Orleans Pelicans. Em 2 de abril, ele marcou 23 pontos e registrou um recorde de sua carreira de sete cestas de 3 pontos na vitória por 118-102 sobre o Houston Rockets. Fournier somou 20 pontos em seu desempenho de 23 pontos no quarto período, se tornando o segundo jogador dos Celtics a marcar 20 pontos em um quarto desde Paul Pierce. Ele perdeu vários jogos devido aos protocolos de saúde e segurança de COVID-19 da NBA.

### New York Knicks (2021–2024)
Em 17 de agosto de 2021, Fournier foi negociado com o New York Knicks em troca de uma escolha de segunda rodada nos drafts de 2022 e 2023.
Em 20 de outubro, Fournier fez sua estreia nos Knicks e marcou 32 pontos em uma vitória por 138-134 sobre seu ex-time, o Boston Celtics. Em 6 de janeiro de 2022, ele marcou 41 pontos, acertando dez bolas de três pontos, em uma vitória por 108-105 sobre os Celtics. Em 23 de março, em uma vitória por 121–106 sobre o Charlotte Hornets, ele quebrou o recorde dos Knicks de mais cestas de três pontos em uma temporada, superando o recorde de John Starks estabelecido em 1995 (217).

### Detroit Pistons (2024–presente)
Em 8 de fevereiro de 2024, Fournier, Quentin Grimes, Ryan Arcidiacono, Malachi Flynn e duas escolhas de segunda rodada foram trocados para o Detroit Pistons em troca de Bojan Bogdanović e Alec Burks.

## Estatísticas na NBA

### Temporada regular
| Ano      | Equipe   | PJ  | PT  | MPJ  | AP   | 3P   | LL    | RT  | AS  | BR  | TO | PPJ  |
| -------- | -------- | --- | --- | ---- | ---- | ---- | ----- | --- | --- | --- | -- | ---- |
| 2012–13  | Denver   | 38  | 4   | 11.3 | .493 | .407 | .769  | .9  | 1.2 | .5  | .0 | 5.3  |
| 2013–14  | Denver   | 76  | 4   | 19.8 | .419 | .376 | .756  | 2.7 | 1.5 | .4  | .1 | 8.4  |
| 2014–15  | Orlando  | 58  | 32  | 28.6 | .440 | .378 | .728  | 2.6 | 2.1 | .7  | .0 | 12.0 |
| 2015–16  | Orlando  | 79  | 71  | 32.5 | .462 | .400 | .836  | 2.8 | 2.7 | 1.2 | .0 | 15.4 |
| 2016–17  | Orlando  | 68  | 66  | 32.9 | .439 | .356 | .805  | 3.1 | 3.0 | 1.0 | .1 | 17.2 |
| 2017–18  | Orlando  | 57  | 57  | 32.2 | .459 | .379 | .867  | 3.2 | 2.9 | .8  | .3 | 17.8 |
| 2018–19  | Orlando  | 81  | 81  | 31.5 | .438 | .340 | .806  | 3.2 | 3.6 | .9  | .1 | 15.1 |
| 2019–20  | Orlando  | 66  | 66  | 31.5 | .467 | .399 | .818  | 2.6 | 3.2 | 1.1 | .2 | 18.5 |
| 2020–21  | Orlando  | 26  | 26  | 30.3 | .461 | .388 | .797  | 2.9 | 3.7 | 1.0 | .3 | 19.7 |
| 2020–21  | Boston   | 16  | 10  | 29.5 | .448 | .463 | .714  | 3.3 | 3.1 | 1.3 | .6 | 13.0 |
| 2021–22  | New York | 80  | 80  | 29.5 | .417 | .389 | .708  | 2.6 | 2.1 | 1.0 | .3 | 14.1 |
| 2022–23  | New York | 27  | 7   | 17.0 | .337 | .307 | .857  | 1.8 | 1.3 | .6  | .1 | 6.1  |
| 2023–24  | New York | 3   | 0   | 12.9 | .200 | .133 | 1.000 | 1.3 | 1.0 | 1.3 | .0 | 4.0  |
| 2023–24  | Detroit  | 29  | 0   | 18.7 | .373 | .270 | .794  | 1.9 | 1.6 | .9  | .2 | 7.2  |
| Carreira | Carreira | 704 | 504 | 25.5 | .418 | .356 | .803  | 2.6 | 2.3 | .9  | .1 | 12.4 |

### Playoffs
| Ano      | Equipe   | PJ | PT | MPJ  | AP   | 3P   | LL   | RT  | AS  | BR  | TO | PPJ  |
| -------- | -------- | -- | -- | ---- | ---- | ---- | ---- | --- | --- | --- | -- | ---- |
| 2013     | Denver   | 4  | 4  | 13.3 | .353 | .000 | .875 | .0  | 1.0 | .5  | .0 | 4.8  |
| 2019     | Orlando  | 5  | 5  | 35.0 | .348 | .235 | .750 | 3.2 | 2.0 | 1.4 | .0 | 12.4 |
| 2020     | Orlando  | 5  | 5  | 34.2 | .351 | .343 | .706 | 4.0 | 2.6 | 1.2 | .6 | 12.8 |
| 2021     | Boston   | 5  | 5  | 33.4 | .429 | .433 | .833 | 3.6 | 1.4 | 1.2 | .0 | 15.4 |
| Carreira | Carreira | 19 | 19 | 28.9 | .370 | .252 | .790 | 2.7 | 1.7 | 1.0 | .1 | 11.3 |

Fonte: